# NGC 3348
NGC 3348 est une galaxie elliptique située dans la constellation de la Grande Ourse. Elle a été découverte par l'astronome germano-britannique William Herschel en 1785.

## Caractéristiques
Sa vitesse par rapport au fond diffus cosmologique est de 2 802 ± 13 km/s, ce qui correspond à une distance de Hubble de 41,3 ± 2,9 Mpc (∼135 millions d'al).
À ce jour, 11 mesures non basées sur le décalage vers le rouge (redshift) donnent une distance de 35,009 ± 12,395 Mpc (∼114 millions d'al), ce qui est à l'intérieur des valeurs de la distance de Hubble. Notons cependant que c'est avec la valeur moyenne des mesures indépendantes, lorsqu'elles existent, que la base de données NASA/IPAC calcule le diamètre d'une galaxie et qu'en conséquence le diamètre de NGC 3348 pourrait être d'environ 26,3 kpc (∼85 800 al) si on utilisait la distance de Hubble pour le calculer. 

## Groupe de NGC 3348
La galaxie NGC 3348 a donné son nom à un trio de galaxies, le groupe de NGC 3348. Les deux autres galaxies du trio sont NGC 3364 et NGC 3516.